# جيمس برودي (ملحن)
جيمس برودي (بالإنجليزية: James Brody)‏ هو ملحن أمريكي، ولد في 13 يوليو 1941، وتوفي في 11 أبريل 2010.